# Finale
Finale是美國MakeMusic公司所開發的制谱软件，第一個版本於1989年發售。初期只能於Macintosh的Mac OS使用，1998年對應Microsoft Windows，2006年以後的版本則可以完全對應Windows XP和Mac OS X。最新版本的價格約600美元。另有較廉宜的數個版本，提供較簡便的功能，包括SongWriter及PrintMusic，而NotePad則為免費軟體，只提供基礎編輯功能。Finale Guitar、Notepad Plus、Allegro及免費的Finale Reader則已停止開發。2024年8月26日，开发商MakeMusic宣布Finale软件停止开发。

## 版本歷史
- 1989年 Ver.1 Macintosh版
- 1991年 Ver.2
- 1994年 Ver.3.0 支援非日語的歌詞顯示
- 1995年 Ver.3.2 於日本發售（漢字Talk7.1-Mac OS 8.1兼容）
- 1996年 Ver.3.5 修訂後令日語顯示更為穩定（漢字Talk7.1-Mac OS 9.2.2兼容）
- 1997年 Ver.3.7 Windows版（Windows 3.1, 95, 98英語兼容）在日本首次發售。但Macintosh版本則不會發售於日本。
- 1998年 97 Macintosh版（日語）及Windows版（英語）於日本發售。
- 1999年 98 首日語版的Windows版（Windows 95, 98, ME, 2000兼容）
- 2000年 2000（支援Windows XP，但無法讀取EPS文件）（Mac OS 7.6.1-9.2.2兼容）
- 2001年 2001（Mac OS 8.6-9.2.2兼容）
- 2002年 2002
- 2003年 2003
- 2004年 2004 Mac OS X兼容（Mac OS X 10.2以上、Mac OS 9.2.2兼容）。
- 2005年 2005 Macintosh經典環境不兼容（Mac OS X 10.2以上兼容）。
- 2006年 2006 Windows XP SP2、Mac OS X 10.4完全兼容。
- 2007年 2007 Windows XP SP2、Mac OS X 10.4完全兼容。Intel Mac兼容。
- 2008年 2008 Windows XP/Vista兼容、Mac OS X 10.4完全兼容。Intel Mac兼容。
- 2009年 2009
- 2009年 2010 支援PrintMusic的VST儀器兼容。

## 外部連結
- FinaleMusic（页面存档备份，存于）（官方網站）
- Finale Notepad下載（页面存档备份，存于）
- 用戶討論區（页面存档备份，存于）
- The Finale School（页面存档备份，存于）（教學網站）